# Джармо
35°33′21″ пн. ш. 44°55′49″ сх. д. / 35.555797222222° пн. ш. 44.930291666667° сх. д.
Джармо — неолітична археологічна пам'ятка, виявлені в Іракському Курдистані приблизно посередині між Кіркуком (на захід) і Сулейманією (на схід). 
Більшість знахідок датовано 7 тис. до Р. Х.

Час існування поселення приблизно відповідає Чатал-Гуюку та ранньому Єрихону.
Археологічна пам'ятка розташована в передгір'ях Загросу на висоті 800 м над рівнем моря на площі 12—16 тис. м², серед лісів дуба та фісташки, у сточищі річки Адгайм.
Досліджений в 1948 — 1955 роках американським археологом Р. Брейдвудом з університету Чикаго.
Найцінніші знахідки експонуються в музеї Східного інституту.

## Поселення
Джармська культура змінила шанідар-карим-шахірську культуру, що також виникла в Курдистані.
На думку Н. О. Бадера, Джармо та пам'ятники типу Тель-Сотто — Умм-Дабагія становлять два варіанти найдавнішої керамічної культури Месопотамії.
Саме тут було виявлено найдавніший на заході Азії глиняний посуд.
За даними радіовуглецевого аналізу, селище було засноване близько 7090 до Р. Х. і збезлюдніло після 4950 до Р. Х.
Період розквіту відповідає 6200 - 5800 р.р. до Р. Х.
Складалося приблизно з 25 глинобитних споруд на кам'яній основі, які часто реставрувались або перебудовувалися.
Постійне населення складалося з прибл. 150 осіб.
Знаряддя праці кам'яні, у тому числі з обсидіану, який видобувся за 300 км на берегах озера Ван.
Наявність у громади знарядь праці з віддаленої місцевості та прикрас із черепашок, що мешкали в Перській затоці, вказує на торгівлю із сусідніми племенами.
На пізньому етапі з'являється багато інструментів із кістки — зокрема, голки, гудзики та ложки.
Кременеві вироби з Джармо аналогічні знахідки із шару 4 (низ) гроту Дамдамчешме II у Східному Прикаспії
.

## Культура
На ранньому етапі для рідин мешканці використовували плетені кошики, оброблені смолою місцевого походження.
Пізніше з'являється кераміка, рання на Близькому Сході, дуже проста, ручної роботи, з товстими стінками.
Крім посуду з глини виготовляли зооморфні та антропоморфні фігурки, у тому числі зображення вагітної жінки, імовірно, Богині-матері.
Використовували кам'яні серпи та інші землеробські знаряддя, а також гравіровані мармурові ящики для зберігання врожаю.
Вирощували одомашнену пшеницю, ячмінь, бобові  а також збирали дикорослі жолуді, фісташки та злаки, що вживалися в їжу та на корм худобі: козам, вівцям та собакам.
В останні роки існування селища розводили також свиней.